# 次大王

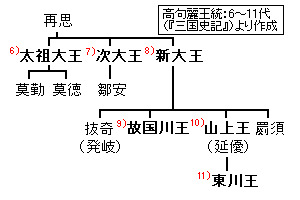

次大王（71年—165年）高句丽第7任君王，名遂成，公元146年-165年在位。其王城国内城在今天中国吉林集安市境内。
相对比较太祖王的功绩，次大王统治下昏庸无道，百姓们民不聊生。165年，椽那部出身的明临答夫弑杀次大王，拥护次大王的弟弟高伯固——即新大王登基。

## 王系譜的異説
```
『三国史記』高句麗本紀
┏━大祖大王（宮）
┣━次大王（遂成）
┗━新大王（伯固）━┳━故国川王
　　　　　　　　　　┣━発岐（抜奇）
　　　　　　　　　　┣━山上王（伊夷謨）━━東川王（位宮）
　　　　　　　　　　┗━罽須
『後漢書』高句驪伝
宮━━遂成━━伯固
『三国志』高句麗伝
宮━━伯固
```

三国史记将宫、遂成、伯固三代王看成是兄弟，结果在一百多年内只有三兄弟为王，其真实性令人怀疑。如果太祖王真的是121年死，遂成、伯固最可能是宫的曾孙，当然也不排除是宫的孙子的可能性。
| 前任： 太祖王 | 高句丽君主 146年-165年 | 繼任： 新大王 |